# 13926 Berners-Lee
13926 Berners-Lee è un asteroide della fascia principale. Scoperto nel 1986, presenta un'orbita caratterizzata da un semiasse maggiore pari a 2,5608887 UA e da un'eccentricità di 0,2960800, inclinata di 3,29125° rispetto all'eclittica.